# 리처드 호슬리
리처드 호슬리(영어: Richard Horsley)는 미국 매사추세츠 대학교의 종교학과 교수이다.

## 저서
- 예수운동: 사회학적 접근(이준모 역, 한국신학연구소, 1993)
- 크리스마스의 해방: 사회상황 속에서 예수의 유아기 설화 읽기(손성현 역, 다산글방, 2000)
- Bandits, Prophets, and Messiahs (1985)
- Jesus and the Spiral of Violence(1992)
- Galilee(1995)
- Archaeology, History, and Society in Galilee(1996)
- Paul and Empire(1997)
- 1 Corinthians (1998)
- Whoever Hears You Hears Me(1999)
- The Message and the Kingdom(2002)
- Jesus and Empire: The  Kingdom of God and the New World Disorder(2003)-한국 기독교 연구소에서 《예수와 제국》으로 번역하여 출간하였다. 저자는 마틴 루서 킹 목사의 사상을 이해하려면 인종차별이라는 미국의 역사적 배경을 이해해야 하는 것처럼, 예수도 로마제국의 제국주의적 지배라는 예수가 살던 시대의 역사적 배경을 생각할 때에 알 수 있다고 말한다. 또한 예수가 십자가에서 처형된 이유를 로마제국의 지배를 위협하는 반(反)국가적인 인물로 여겨졌기 때문이라고 설명한다.